# Variszische Orogenese
| Ärathem | System     | Beginn (mya) | Orogenese                              |
| --- | ---------- | ------------ | -------------------------------------- |
| Känozoikum Erdneuzeit Dauer: 66 Ma | Quartär    | 2,588        | alpidische Orogenese                   |
| Känozoikum Erdneuzeit Dauer: 66 Ma | Neogen     | 23,03        | alpidische Orogenese                   |
| Känozoikum Erdneuzeit Dauer: 66 Ma | Paläogen   | 66           | alpidische Orogenese                   |
| Mesozoikum Erdmittelalter Dauer: 186,2 Ma | Kreide     | 145          | alpidische Orogenese                   |
| Mesozoikum Erdmittelalter Dauer: 186,2 Ma | Jura       | 201,3        | alpidische Orogenese                   |
| Mesozoikum Erdmittelalter Dauer: 186,2 Ma | Trias      | 251,9        | variszische Orogenese                  |
| Paläozoikum Erdfrühzeit Dauer: 288,8 Ma | Perm       | 298,9        | variszische Orogenese                  |
| Paläozoikum Erdfrühzeit Dauer: 288,8 Ma | Karbon     | 358,9        | variszische Orogenese                  |
| Paläozoikum Erdfrühzeit Dauer: 288,8 Ma | Devon      | 419,2        | variszische Orogenese                  |
| Paläozoikum Erdfrühzeit Dauer: 288,8 Ma | Silur      | 443,4        | kaledonische Orogenese                 |
| Paläozoikum Erdfrühzeit Dauer: 288,8 Ma | Ordovizium | 485,4        | kaledonische Orogenese                 |
| Paläozoikum Erdfrühzeit Dauer: 288,8 Ma | Kambrium   | 541          | cadomische Orogenese                   |
| Neoproterozoikum Jungproterozoikum Dauer: 459 Ma | Ediacarium | 635          | cadomische Orogenese                   |
| Neoproterozoikum Jungproterozoikum Dauer: 459 Ma | Cryogenium | 720          | diverse präkambrische Gebirgsbildungen |
| Neoproterozoikum Jungproterozoikum Dauer: 459 Ma | Tonium     | 1000         | diverse präkambrische Gebirgsbildungen |
| Mesoproterozoikum Mittelproterozoikum Dauer: 600 Ma | Stenium    | 1200         | diverse präkambrische Gebirgsbildungen |
| Mesoproterozoikum Mittelproterozoikum Dauer: 600 Ma | Ectasium   | 1400         | diverse präkambrische Gebirgsbildungen |
| Mesoproterozoikum Mittelproterozoikum Dauer: 600 Ma | Calymmium  | 1600         | diverse präkambrische Gebirgsbildungen |
| Paläoproterozoikum Altproterozoikum Dauer: 900 Ma | Statherium | 1800         | diverse präkambrische Gebirgsbildungen |
| Paläoproterozoikum Altproterozoikum Dauer: 900 Ma | Orosirium  | 2050         | diverse präkambrische Gebirgsbildungen |
| Paläoproterozoikum Altproterozoikum Dauer: 900 Ma | Rhyacium   | 2300         | diverse präkambrische Gebirgsbildungen |
| Paläoproterozoikum Altproterozoikum Dauer: 900 Ma | Siderium   | 2500         | diverse präkambrische Gebirgsbildungen |
| Neoarchaikum Dauer: 300 Ma |            | 2800         | diverse präkambrische Gebirgsbildungen |
| Mesoarchaikum Dauer: 400 Ma |            | 3200         | diverse präkambrische Gebirgsbildungen |
| Paläoarchaikum Dauer: 400 Ma |            | 3600         | diverse präkambrische Gebirgsbildungen |
| Eoarchaikum Dauer: 400 Ma |            | 4000         | diverse präkambrische Gebirgsbildungen |
| Hadaikum Dauer: 600 Ma |            | 4600         | diverse präkambrische Gebirgsbildungen |
| Diese Tabelle soll nur einen groben Überblick bieten. Angaben in der Fachliteratur zu Beginn und Ende einer bestimmten Orogenese können von denen in der Tabelle abweichen, u. a. weil je nach Region und Autor unterschiedliche Konzepte und Definitionen existieren. |            |              |                                        |

Die variszische, variscische oder variskische Orogenese ist eine Phase der Gebirgsbildung (Orogenese) in der jüngeren Hälfte des Paläozoikums (Erdaltertums), die durch die Kollision von Gondwana und Laurussia sowie mehrerer von Gondwana abstammender Mikroplatten (Terrane) verursacht wurde. Damit ging vermutlich die Subduktion ganzer Ozeanbecken einher. Die variszische Orogenese war einer der bedeutendsten Schritte bei der Bildung des Superkontinentes Pangaea, die noch bis zum Ende des Paläozoikums andauerte.

## Begriffsgeschichte
Der Begriff wurde von Eduard Suess 1888 erstmals in die Literatur eingeführt. Er schreibt:

„Nirgends aber treten die Umrisse einzelner alter Gebirgskerne so deutlich hervor als vor dieser Hauptlinie, in der Münchberger Gneissmasse bei Hof und in dem sächsischen Granulitgebirge. Es ist daher entsprechend, dass in dem Lande der Varisker, dem Vogtlande, der Name des die meisten deutschen Horste umfassenden Gebirges gewählt werde, und es wird dasselbe nach der Curia Variscorum (Hof in Bayern) das variscische Gebirge genannt werden.“

Der germanische Stamm der Varisker bzw. Narisker wird zwar mehrmals in römischen und spätrömischen Quellen in wechselnden Schreibweisen genannt, doch sind die Wohnsitze der Varisker nicht genau lokalisierbar. Es ist nicht gesichert, dass sie tatsächlich jemals im heutigen Vogtland ansässig waren.
Curia Variscorum ist die neulateinische Bezeichnung für Hof, da angenommen wurde, dass sich dort der Hauptort oder Fürstensitz der Varisker befand. Die Bezeichnung Curia Variscorum war in römischer Zeit nicht bekannt, sie wurde von keinem der klassischen Schriftsteller verwendet. Der Name der Stadt Hof ist mittelalterlichen Ursprungs, der Name der ursprünglichen Siedlung vor der Stadtgründung war Rekkenitze. Daher gibt es auch die neulateinische Bildung Curia Rekkenitze für die Stadt Hof oder die in mittelalterlichen Urkunden verwendete Form Curia Regnitz. Ebenso neulateinischen Ursprungs ist der Name Variscia für das Vogtland.
Bereits 1889 führte Fritz Frech aus, dass die Schreibweise richtiger varistisch heißen müsste. Diese Meinung und Schreibweise vertrat er auch in folgenden Arbeiten (z. B. der Lethaea Geognostica).
Seit dem Jahre 1904 ist im Handbuch der regionalen Geologie auch die Schreibweise variskisch belegt. Ebenfalls aus dem Jahre 1904 stammt ein erster Beleg für die Schreibweise variszisch. Dies veranlasste Ernst Zimmermann 1906 zu einem Artikel „Über die Schreibweise der Wörter varistisch und Rät“ in der Zeitschrift der Deutschen Geologischen Gesellschaft. Er kam zu dem Schluss, dass varistisch die richtige Schreibweise sei. Allerdings hat sich bis heute keine der vier Schreibweisen endgültig durchgesetzt. In deutschsprachigen Fachpublikationen (Zeitschriftenartikel und Bücher) wird derzeit die Schreibweise variszisch am meisten verwendet.
Die noch heute fast unverändert gültige Gliederung der europäischen Varisziden wurde 1927 vom in Leipzig wirkenden Geologieprofessor Franz Kossmat erarbeitet.

### Begriffsabgrenzung
Im englischsprachigen Raum wird neben variscan auch der Begriff hercynian gebraucht. Im deutschsprachigen Raum ist die Bezeichnung herzynische Orogenese oder herzynische Faltung weniger verbreitet, weil der Begriff herzynisch bereits durch die von der Längserstreckung des Harzes abgeleitete Bezeichnung für eine Generalstreichrichtung in Mitteleuropa besetzt ist. Für die devonisch bis frühpermischen Gebirgsbildungsphasen im Osten und Südosten Nordamerikas, für die ein enger bis unmittelbarer Zusammenhang mit der Variszischen Orogenese in Europa angenommen wird, sind auch die Bezeichnungen Acadian Orogeny, Alleghenian Orogeny und Ouachita Orogeny gebräuchlich, die jedoch für entweder zeitlich oder räumlich voneinander abgegrenzte individuelle Deformationsereignisse stehen, wobei die Zuordnung der Akadischen Orogenese zur Variszischen Orogenese umstritten ist. Im francophonen Raum wird insbesondere im Zusammenhang mit der Geologie der Alpen auch heute noch die Bezeichnung Orogenèse Hercynienne verwendet, basierend auf den Arbeiten von Marcel Bertrand und Émile Haug.
Da sich die tektonische Deformation zahlreicher Gesteinsformationen in weiten Teilen der Erde, teilweise einhergehend mit intensiver Metamorphose, auf eine gemeinsame Orogenese im mittleren Erdaltertum (Devon bis Karbon) zurückführen lässt, wird variszisch nicht nur als strukturelle und regionalgeologische, sondern, informell, auch als zeitliche Angabe verstanden. Sie steht für einen Zeitraum vor etwa 400 bis 300 Ma vor heute. In Publikationen, die sich mit der Geologie Ostasiens befassen, werden auch etwas jüngere Gebirgsbildungen – bis etwa vor 230 Ma – zur variszischen Orogenese gerechnet. Die Abgrenzung eines variszischen Gebirges ist auf der Grundlage der wissenschaftlichen Literatur weder räumlich noch zeitlich eindeutig.
Der Begriff variszisch bezieht sich im weiteren Sinne auf die Gebirgsbildungsphase in der jüngeren Hälfte des Paläozoikums. Im engeren Sinne bezeichnet variszisch die gebirgsbildenden Vorgänge bei der Kollision von Gondwana und Laurussia im heutigen Mittel-, West- und Südwesteuropa, im Osten Nordamerikas und im Westen Nordafrikas.

## Lage der variszischen Gebirge

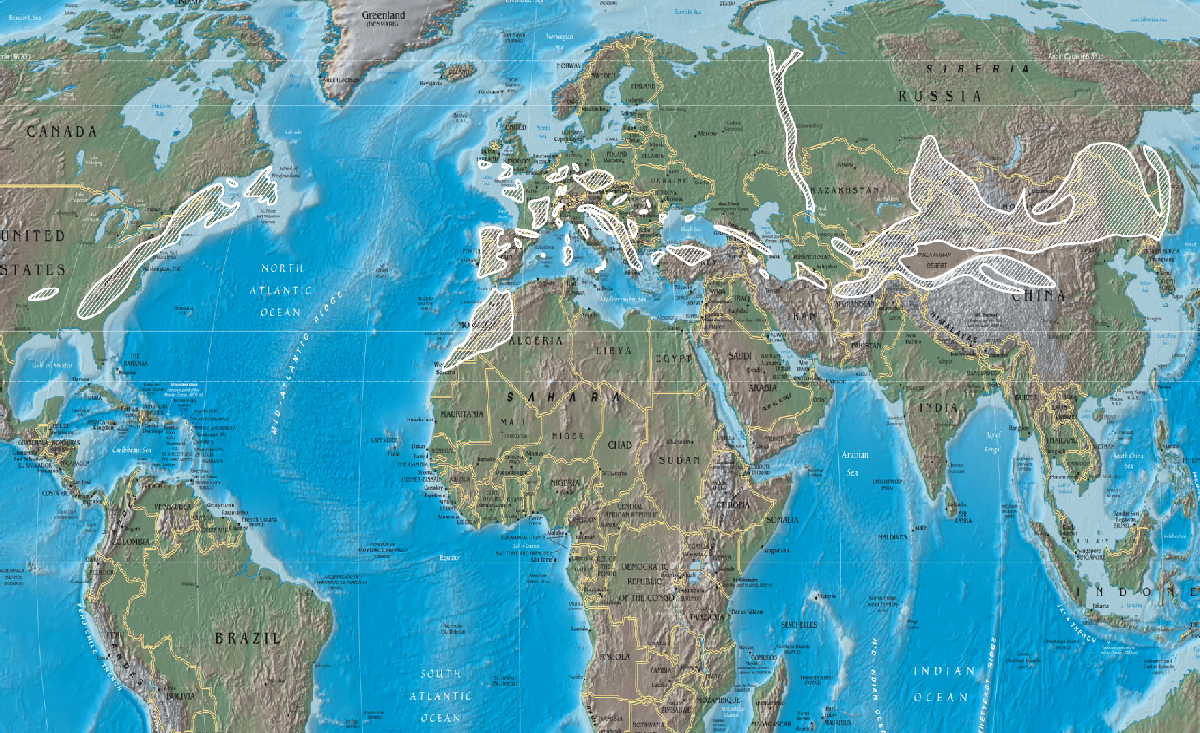
Heutige Lage (Ausbisse) mittel- und spätpaläozoischer Orogenkomplexe (schraffiert). Es ist zu beachten, dass diese teilweise in den jungmesozoisch-tertiären Gebirgsgürteln (z. B. den Pyrenäen) enthalten sind. Zudem werden der Ural sowie die ostasiatischen Komplexe eher selten unter dem Begriff variszisch subsumiert.

Paläogeographische Karte Nordamerikas und Europas in variszischer Zeit mit Darstellung der Erstreckung des Ouachita-Alleghenisch-Mauretanidisch-Herzynischen Faltengürtels

Das Variszikum in engerem Sinne erstreckt sich über große Teile Mitteleuropas und wurde hier zuerst erforscht. Die über Tage aufgeschlossenen variszischen Gesteine treten in zwei Strängen auf. Der nördliche Strang führt von Westpolen und Böhmen bzw. dem nördlichen Österreich quer über Deutschland und das südliche Belgien über die Bretagne und Devon/Cornwall in Südengland bis nach Wales und Südirland, um sich dann über den Atlantik in den paläozoischen Gebirgen der kanadischen und amerikanischen Ostküste fortzusetzen. Von Korsika, Sardinien, dem französischen Zentralmassiv und der Montagne Noire führt der zweite Gebirgsbogen über die Pyrenäen, die kantabrisch-asturischen und zentraliberischen Ketten in Spanien sowie die Balearen über das Mittelmeer nach Marokko in die marokkanische Meseta und den Anti-Atlas.
Wegen der starken Überprägung durch die Auffaltung der Alpen ist die genaue Fortsetzung der Varisziden nach Südosten nicht im Einzelnen geklärt. Zu ihnen werden die alpinen variszischen Massive (Mercantour, Pelvoux, Belledonne, Mont Blanc, Aarmassiv, große Teile der Zentralen Ostalpen), die dinarischen und griechischen Gebirge sowie Gebirgszüge in der Türkei gezählt. Nach Westen finden die mitteleuropäischen Varisziden ihre direkte Fortsetzung an der nordamerikanischen Ostküste in Neufundland, Neuschottland, Neuengland und in weiter Verbreitung in den Appalachen. In den Ouachita Mountains in Arkansas und Oklahoma sind Reste der noch erheblich weiter nach Westen reichenden Gebirgskette des Ouachita Orogens erhalten, die bei der Kollision von Süd- mit Nordamerika entstanden. Dieser Gebirgszug ist fast vollständig durch jüngere Gesteine bedeckt.
Gebirgszüge des Spätpaläozoikums (Perm), die nur in weiterem Sinne zu den Varisziden gerechnet werden, finden sich darüber hinaus im Ural, Pamir, Tianshan und anderen Gebirgen Asiens. Zu einem unabhängigen Gebirgsbildungssystem und damit nicht zu den Varisziden gehört das ebenfalls aus dieser Zeit stammende, an der nordamerikanischen Westküste gelegene Antler-Orogen und die mit ihm ehemals zusammenhängenden Gebirgszüge an der Westseite Südamerikas, in Antarktika, an der Südspitze Afrikas und im ostaustralischen Tasman-Gebirge in Victoria und New South Wales.

### Gliederung der Varisziden in Mitteleuropa

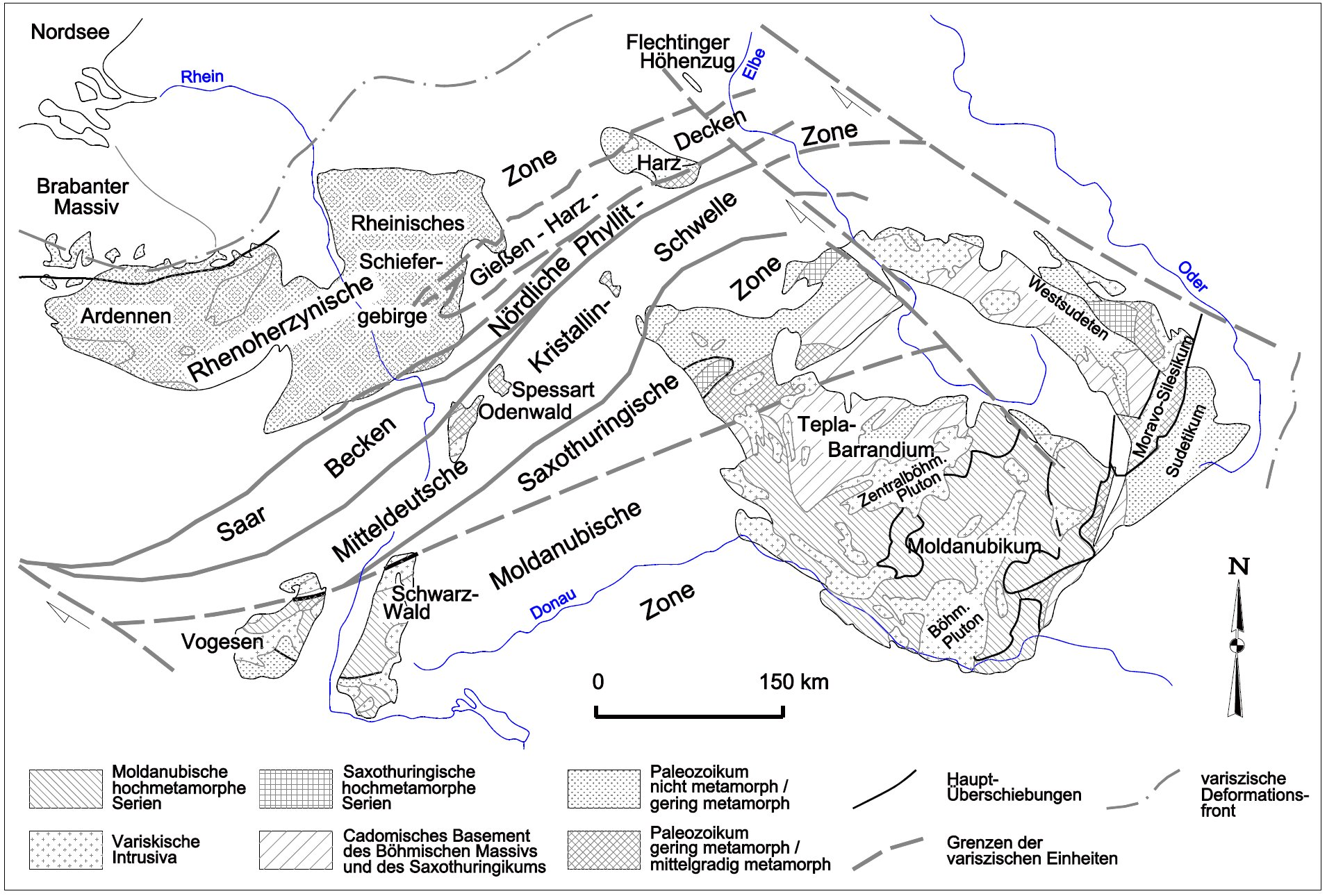
Gliederung der Varisziden in Deutschland und Umgebung nach Kossmat 1927 (verändert)

Von Nordwesten nach Südosten werden eine Vorzone und drei variszische Gebirgsbögen unterschieden, welche sich in ihrem geologischen Aufbau deutlich unterscheiden und durch weitläufige und sehr tiefreichende Störungszonen voneinander getrennt sind.
- Subvariszische Saumsenke oder Subvariszische Vortiefe: karbonische Gebirgsvortiefe mit ausgiebiger paralischer Kohlebildung (zyklischer Wechsel zwischen Sumpfwäldern und Meer → Ausbildung einer Wechselfolge aus kohleführenden nicht-marinen und kohlefreien marinen Schichten); zieht sich von den Ardennen über das Ruhrgebiet bis Oberschlesien, wobei die mittel- und ostdeutschen Anteile sämtlich tief im Untergrund liegen.
- Rhenoherzynikum (benannt nach Rhein und Harz): die gefaltete, weitgehend unmetamorphe Füllung des Rhenoherzynischen Beckens, bestehend aus marinen, überwiegend siliziklastischen Sedimenten und basischen submarinen Vulkaniten; kaum durchsetzt mit spät- und postorogenen Graniten; heute aufgeschlossen in den Ardennen, im Rheinischen Schiefergebirge und im Harz.
- Saxothuringikum (benannt nach Sachsen und Thüringen): gefaltete Füllung des Saxothuringischen Beckens, teils unmetamorph und dann faziell recht ähnlich den Schichten des Rhenoherzynikums, teils in verschiedenen metamorphen Fazies vorliegend, auf cadomischem Grundgebirge; relativ stark durchsetzt mit spät- und postorogenen Graniten; heute aufgeschlossen im Thüringer Schiefergebirge, Frankenwald, Vogtland, Fichtelgebirge, Erzgebirge, in der Oberlausitz und in den Sudeten
  - Am Nordwestrand des Saxothuringikums entlang zieht sich ein von Kristallin geprägter, als ehemaliger Inselbogen interpretierter Gesteinsgürtel, der als Mitteldeutsche Kristallinschwelle (MKS) bezeichnet wird und im nördlichen Teil des Vogesen- und Schwarzwaldkristallins, sowie im westlichen Spessart („Vorspessart“), im westlichen Odenwald, im nördlichen Thüringer Wald (Ruhlaer Kristallin) und im Kyffhäusergebirge zutage tritt.
- Moldanubikum (benannt nach Moldau und Donau): faktisch ausschließlich aus Kristallin bestehender Gesteinskomplex; durchsetzt mit großen Granitoiden; heute aufgeschlossen im südlichen Teil der Vogesen und des Schwarzwalds sowie vor allem in der Böhmischen Masse südlich des Fichtelgebirges und des Egergrabens.

Die geologische Entwicklung dieser Einheiten sowie die Natur der Störungszonen, die sie voneinander trennen, beispielsweise ob es sich dabei um Zeugnisse ehemaliger Subduktionszonen handelt und damit um Relikte eines saxothuringischen oder moldanubischen Ozeans ist zum Teil noch Gegenstand intensiver wissenschaftlicher Forschung.

### Gliederung der Varisziden in Nordamerika
Die Südappalachen werden von West nach Ost in mehrere etwa von Norden nach Süden verlaufende Gürtel eingeteilt.
- Appalachen-Plateau (Vorland)
- Valley-And-Ridge-Provinz, Vorlandüberschiebungsgürtel, von der östlich anschließenden Blue-Ridge Provinz an flacher Überschiebungsbahn weit überschoben (Grandfather Mountain Window)
- Blue-Ridge-Provinz, Piedmont (metamorpher Kern der Südappalachen), Inneres Piedmont (Angliederung an Amerika ca. 500-450 Ma, taconische Phase)
- Piedmont (metamorpher Kern der Südappalachen): Charlotte-Gürtel, Carolina-Schiefergürtel (Angliederung an Amerika ca. 380 Ma, acadische Phase)
- Coastal Plain (passiver Riftrand des Atlantik seit 200 Ma), jüngerer Gesteine über Resten des Charlotte-Gürtels und des Carolina-Schiefergürtel

Jenseits des Atlantik bilden die so genannten Mauretaniden an der afrikanischen Nordwestküste seit 200 Ma den passiven Riftrand des Atlantik. Vor der Öffnung des Atlantik gehörten sie zu den heutigen Appalachen. Hier sind nach Osten weisende Überschiebungen erhalten, an denen metamorphen Schichten, die den Gesteinen des Carolina-Schiefergürtels vergleichbar sind, über nicht metamorphes Vorland gestapelt wurden, welches zu Afrika gehört. Diese Gesteine werden als Suturzone der alleghenischen Orogenese betrachtet (Kollision Afrikas als Bestandteil von Gondwana mit Nordamerika in Laurussia vor 270 Ma).

## Entstehung
Während der variszischen Orogenese kam es zur Kollision mehrerer Mikrokontinente (siehe auch: Armorica) mit dem bereits vorhandenen Nordkontinent. Dies führte in Europa nach teilweiser flacher Meeresüberflutung zur Auffaltung eines Systems von Hochgebirgen, die in mehreren Phasen vom Devon bis zum Ende des Paläozoikums dauerte. Die Reste dieser Orogene finden sich als Rumpf- und Mittelgebirge in West- und Mitteleuropa wieder.
Diesem Gebirgssystem ging die Bildung eines Nordkontinents aus den Festlandblöcken Laurentia und Fennosarmatia voran, die im Ordovizium (490–440 Ma) als Folge der kaledonischen Gebirgsbildung verschmolzen. Metamorphe Reste des älteren präkambrischen Grundgebirges sind im Untergrund Böhmens, Thüringens und bis zum Oberrhein nachgewiesen. Über deren Ausgangsmaterial ist relativ wenig bekannt, Datierungen einzelner Mineraleinschlüsse in diesen Gesteinen ergaben Alter, die wohl auf weit ältere, zum Teil sogar archaische (ca. 3,2 Milliarden Jahre) Gebirgsbildungsphasen zurückgehen. Die bestehende alte Landmasse senkte sich zum variszischen Trog. Mächtige Sedimente wurden hier abgelagert, die zu hohem Druck und hohen Temperaturen der darunterliegenden Gesteinsschichten und in der Folge zu deren metamorpher Umwandlung führten. Durch plattentektonische Vorgänge, vor allem durch die Annäherung der Afrikanischen Platte an die eurasische Platte, wirkte währenddessen Druck aus Südosten. Dadurch entstanden Zonen mit Aufwölbungen und großräumigen Mulden. Daraus folgte die Auffaltung des variskischen Hochgebirges. Der durch die Orogenese entstandene Hochgebirgszug Mitteleuropas, der auch Karbonische Alpen genannt wird, war etwa 600 km lang und hatte eine durchschnittliche Höhe von wahrscheinlich ca. 5 km, was in etwa dem heutigen tibetischen Hochplateau entspricht.
Gleichzeitig mit dieser Gebirgsbildung setzte starke Erosion ein, die mit steigendem Abstand zur Meereshöhe zunimmt (erhöhte Reliefenergie). Im warmen Klima entstanden die Steinkohlenflöze des Ruhrgebietes durch Bedeckung organischer Schichten mit den erodierten Sedimenten. An Verwerfungslinien konnte Magma aufsteigen und führte zu vulkanischer Aktivität oder zur Bildung unterirdischer Plutone.
Bereits im Perm war das variszische Hochgebirge zur sogenannten permischen Rumpffläche erodiert und war von Sedimentschichten überlagert. Diese Rumpfgebirge sind heute nach einer neuerlichen tektonischen Hebung durch die Entstehung der Alpen als variszische Inseln (Hochflächen) zwischen den jüngeren Gesteinen des Mesozoikums erhalten. Diese sind teilweise durch fluviale Erosionsprozesse zerschnitten und werden auch als Riedel bezeichnet. Im Laufe der weiteren Erdgeschichte folgte die Bruchtektonik, welche die heute noch vorhandenen Mittelgebirge prägte.
Knapp vor dem Beginn der variszischen Gebirgsbildung entstanden im Devon durch die untermeerische Verwitterung vulkanischer Gesteine zahlreiche Lagerstätten mit Roteisenerzen, die in Eisenerzgruben abgebaut wurden. Im Unterkarbon wurden vielerorts Grauwacken abgelagert, welche eine Hauptphase der Gebirgsbildung in der Zeit des Oberkarbons (vor 322 bis 290 Millionen Jahren) anzeigen. Dabei wurden die ursprünglich flach abgelagerten Gesteinseinheiten gefaltet, zerbrochen und geschiefert. Aus tonigen Gesteinen entstanden die heutigen Tonschiefer, die lange als Dachschiefer gewonnen wurden.